# Parafia św. Mikołaja w Hrebennem
Parafia Świętego Mikołaja w Hrebennem – parafia greckokatolicka w Hrebennem, w dekanacie przemyskim archieparchii przemysko-warszawskiej. Założona w 1964.